# The Playing-Card
The Playing-Card ist eine vierteljährlich erscheinende Zeitschrift der International Playing-Card Society (IPCS), die wissenschaftliche Artikel zu allen Aspekten von Spielkarten und den damit verbundenen Kartenspielen veröffentlicht. Die Artikel der Zeitschrift sind überwiegend in englischer Sprache verfasst, aber auch in französischer, deutscher, italienischer und spanischer Sprache.

## Geschichte
Die Zeitschrift wurde 1972 als The Journal of the Playing-Card Society (bis 1980) gegründet. Seitdem erscheint jährlich ein Band mit vier (vorher sechs) Ausgaben. Es enthält einen Index der Artikel der Jahre 1972–1997, und Inhaltsverzeichnisse der Ausgaben von 1980 bis heute.

## Auswirkungen
Laut dem Kartenspielhistoriker David Parlett ist die Kartenspielforschung zu einem „besonderen Schwerpunkt“ der IPCS geworden, und viele ihrer Feldforscher veröffentlichen ihre Ergebnisse in The Playing-Card. Dies hat zu "einem wachsenden Bewusstsein dafür beigetragen, dass die Indoor-Spiele einer Gesellschaft ebenso charakteristisch für ihre Kultur sind wie ihre Künste, ihre Küche oder ihre sozialen Bräuche und es wert sind, dokumentiert zu werden, da sie Aufschluss über die Persönlichkeit dieser Gemeinschaft geben.

## Mitwirkende
Zu den namhaften Mitwirkenden der Zeitschrift gehörten:
- John McLeod[4]
- Franco Pratesi[5]
- Thierry Depaulis[6]
- Trevor Denning
- Detlef Hoffmann
- Sir Michael Dummett

## Herausgeber
Die Herausgeber von The Playing-Card und seiner Vorgängerzeitschrift waren:
- Sylvia Mann: August 1972 (1.1.) – November 1978 (8.2.)
- Eddie Cass: Februar 1979 (8.3.) – November 1984 (13.2.)
- Trevor Denning: Februar 1985 (13.3.) – Mai 1990 (18.4.)
- Stuart Lawrence: August 1990 (19.1.) – Mai 1995 (23.4.)
- George Beal: Juli/August 1995 (25.1.) – Jan./Feb. 1998 (26.4.)
- Michael Cooper: Juli/August 1998 (27.1.) – April/Juni 2006 (34.4.)
- Peter Endebrock: Juni/Sept. 2006 (35.1.) – April/Juni 2023 (51.4.)
- Elettra Deganello: Juli/Sept. 2023 (51.1.) – heute.